# Szypynci
Szypynci (ukr. Шипинці) – wieś na Ukrainie, w obwodzie czerniowieckim, w rejonie czerniowieckim, nad Sowycią. W 2014 roku liczyła 3067 mieszkańców.